# Raul Hector Castro
Raul Hector Castro (født 12. juni 1916 i Sonora, Mexico, død 10. april 2015) var en amerikansk politiker og var guvernør i Arizona fra 1975-1977.